# Exochus vexator
Exochus vexator là một loài tò vò trong họ Ichneumonidae.